# 美高梅大酒店站
美高梅大酒店站（英語：MGM Grand Station）是美國內華達州拉斯維加斯單軌電車的一個車站，位於美高梅大酒店附近。此站目前拉斯維加斯單軌電車的南端終點站。

## 鄰近酒店
- 美高梅大酒店
- 紐約-紐約酒店
- 熱帶花園酒店
- 石中劍酒店
- 貓頭鷹賭場酒店（Hooters Casino & Hotel）

## 資料來源
1. ↑  Curran, Stephen. . Las Vegas Sun. 2004-07-15  [2010-12-17]. （原始内容存档于2011-06-14）.

## 外部連結
- 拉斯維加斯單軌電車車官方網站